# Єлагіно (Рубиловська волость)
Єлагіно (рос. Елагино) — присілок в Островському районі Псковської області Російської Федерації.
Населення становить 20 осіб. Входить до складу муніципального утворення Бережанская волость.

## Історія
Від 2015 року входить до складу муніципального утворення Бережанская волость.

## Населення
| 2001 | 2002 | 2010 |
| ---- | ---- | ---- |
| 43   | ↘41  | ↘20  |